# Marché de Pertuis
Le marché de Pertuis avec ses cinq siècles d'existence, est l'un des plus anciens et des plus animés marchés de Provence. Depuis sa fondation, au XVe siècle, il se déroule toute l'année le vendredi matin, et attire en saison estivale tous les touristes de cette partie du Luberon et de la vallée de la Durance où se réunissent trois départements Vaucluse, Alpes-de-Haute-Provence et Bouches-du-Rhône.

## Historique
Il a été affirmé, par un historien du début du XIXe siècle, que l'actuel marché pouvait remonter à la plus haute antiquité. Il considérait que « Le marché qui se tient à Pertuis paroît prouver l'antiquité de cette ville, qu'on croit avoir été fondée avant l'entrée des Romains dans les Gaules, pour servir d'entrepôt aux approvisionnemens de la ville et du commerce de Marseille ». Ce qui est certain c'est que le roi René, comte de Provence, après son mariage avec Jeanne de Laval, lui céda en pleine et entière propriété la ville de Pertuis le 26 avril 1460. La nouvelle Dame de Pertuis, en 1474, autorisa la tenue d'un marché hebdomadaire chaque vendredi. Il était initialement surtout consacré aux céréales puisque Bruzen de La Martinière, dans le tome VIII, de son  Grand Dictionnaire Géographique et Critique, édité à Venise, en 1737, indique « II se tient a Pertuis un gros Marché de bled ». 

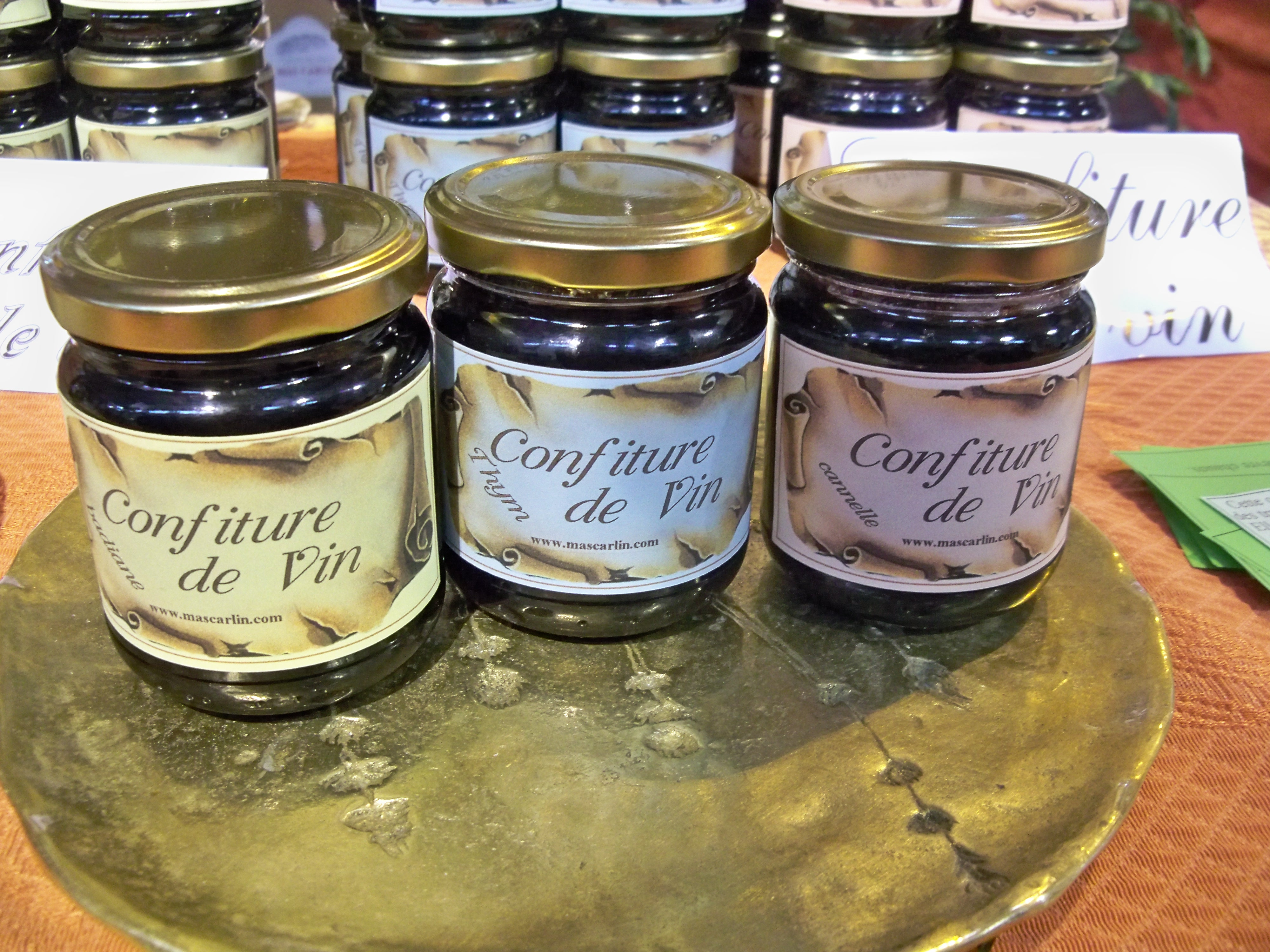
Confitures de vin aromatisées
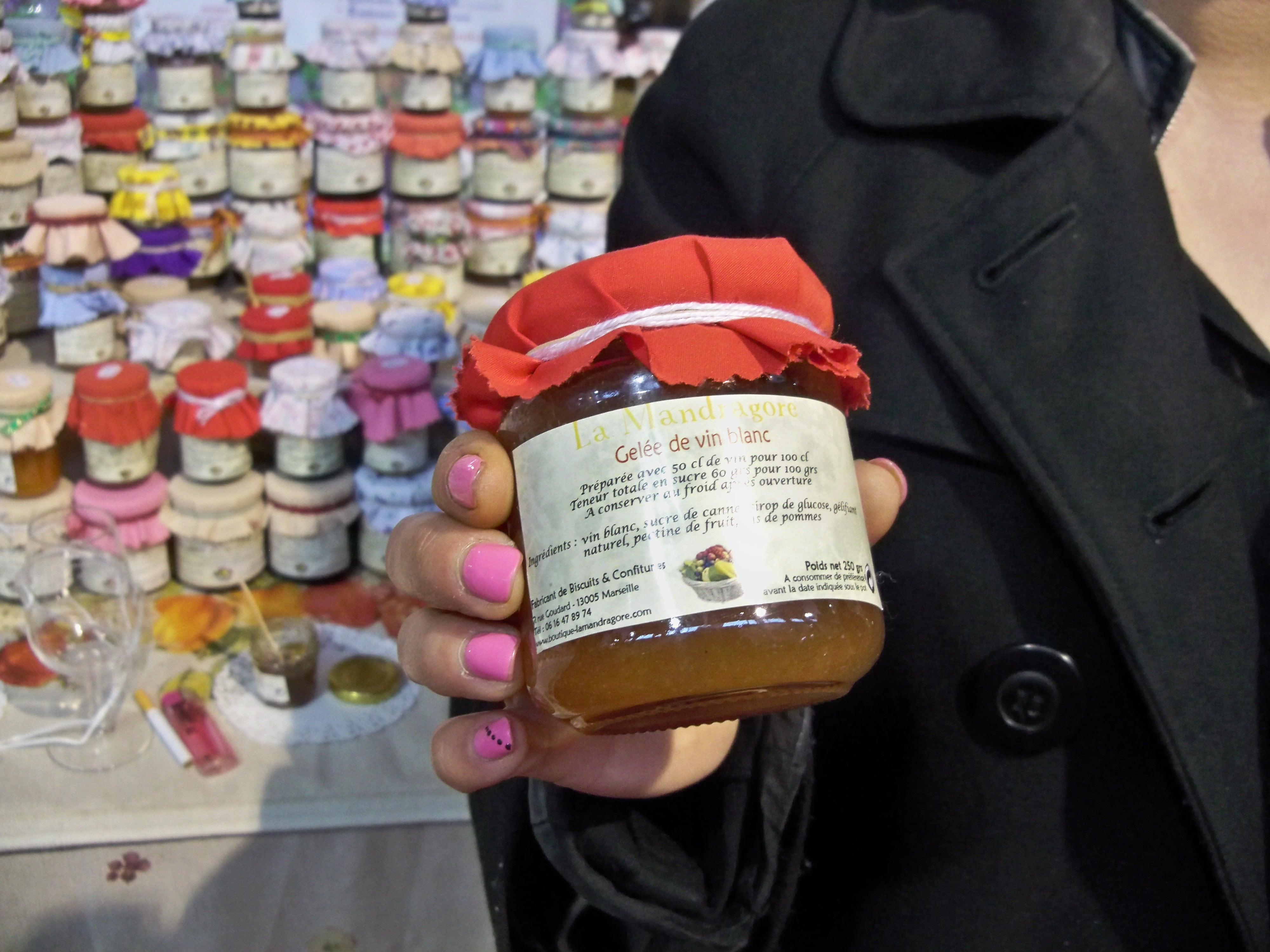
Gelée de vin blanc

## Marché hebdomadaire
C'est le plus important marché de Pertuis et il se tient tous les vendredis matin sur le Cours de la République, la place Jean Jaurès, la place du 4 septembre, la place Mirabeau et le parc Granier. Il se déroule été comme hiver jusqu'à midi et demi. Les producteurs locaux se retrouvent dans la rue Voltaire ou rue de la Mairie. Ils proposent des œufs frais, des produits bio, des fruits et légumes du jardin, des volailles, du foie gras, des fromages de chèvre et la bière de Pertuis. Sur les autres sites, stands et étals offrent à la clientèle : olives, huile d'olive, confits, épices, miel, fromages, charcuteries et une gamme variée de produits du terroir.

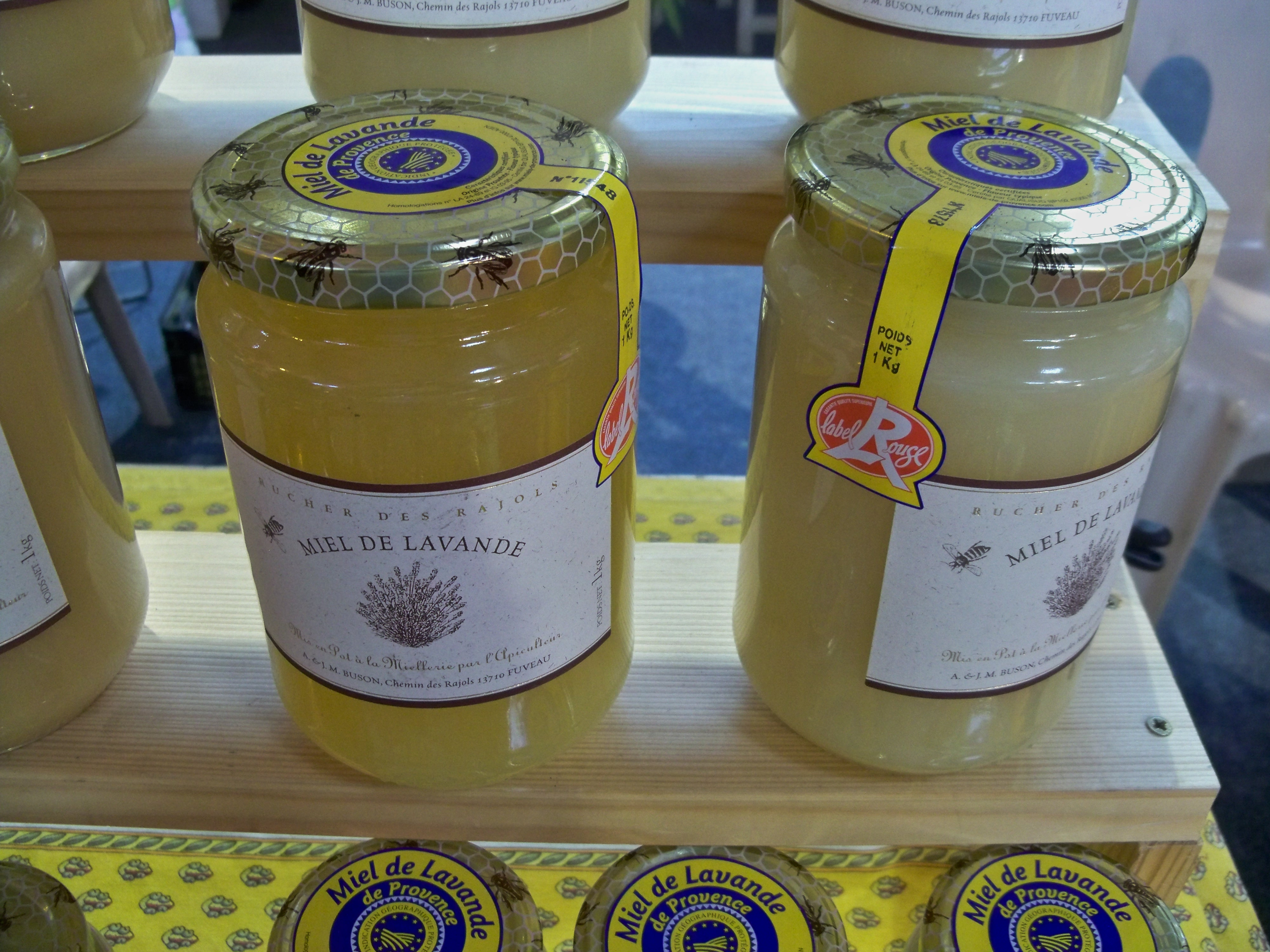
Miel de lavande Label Rouge
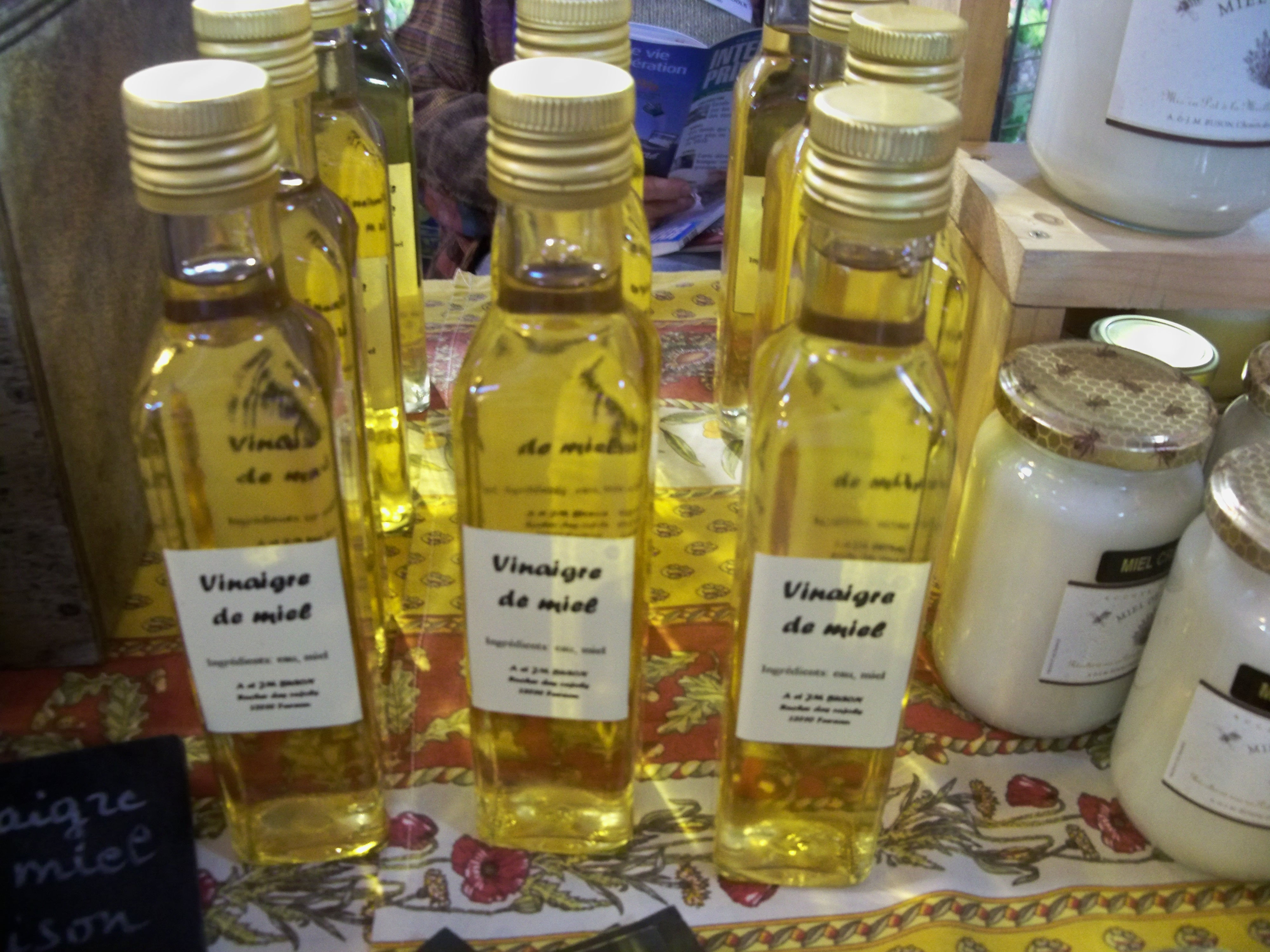
Vinaigre de miel                         -

## Autres marchés
Un marché paysan a lieu tous les mercredis et samedis matin sur la place Garcin. Pendant la saison estivale, de juin à octobre, il est complété par la Halle de producteurs Terres de Provence qui se tient les mardis et jeudis de 17 heures à 19 heures, route d'Aix, quartier du Farigoulier . Enfin, à la même période, un marché nocturne se déroule au camping Les Pinèdes du Luberon le mercredi en soirée.